# Libertas Milano
Libertas Milano – włoski klub piłkarski, mający swoją siedzibę w mieście Mediolan, na północy kraju.

## Historia
Chronologia nazw:
- 1911: Racing Libertas Club - po fuzji klubów Racing Club Italia i Libertas Club
- 1919: Associazione Calcio Libertas
- 1922: klub rozwiązano

Piłkarski klub Racing Libertas został założony w Mediolanie we wrześniu 1911 roku w wyniku fuzji klubów Racing Club Italia i Libertas Club. W sezonie 1911/12 zespół startował w Seconda Categoria, zajmując trzecie miejsce w grupie milanese. W 1912 został reorganizowany system lig - druga liga otrzymała nazwę Promozione. W wyniku reformy klub otrzymał promocję do najwyższej klasy i w sezonie 1912/13 zespół debiutował do Prima Categoria. Debiutowy sezon zakończył na szóstej pozycji w grupie lombardo. W sezonie 1913/14 zajął 7.miejsce, a w następnym był piątym w grupie lombardo. Jednak z powodu I wojny światowej mistrzostwa zostały zawieszone. W 1919 klub zmienił nazwę na AC Libertas i w sezonie 1919/20 po przerwie startował w rozgrywkach najwyższej klasy zajmując 5.miejsce w grupie A Lombarda. W 1921 zdobył wicemistrzostwo grupy E Lombarda. Po zakończeniu sezonu 1921/22, w którym uplasował się na czwartej pozycji w grupie D Lombarda rozgrywek FIGC, klub został rozwiązany.

## Sukcesy

### Trofea międzynarodowe
Nie uczestniczył w rozgrywkach europejskich (stan na 31-12-2016).

### Trofea krajowe
| \| \| Zdobyte trofea w rozgrywkach Włoch (stan na: 31-05-2017) \| |                                                          |      |                            |
| Rozgrywki                                                         | Osiągnięcie                                              | Razy | Sezon(y)                   |
| · Mistrzostwo                                                     | I miejsce                                                | 0    |                            |
| · Mistrzostwo                                                     | II miejsce                                               | 0    |                            |
| · Mistrzostwo                                                     | III miejsce                                              | 0    |                            |
| · Mistrzostwo                                                     | 2.miejsce                                                | 1    | 1920/21 (grupa E Lombarda) |
| · Puchar                                                          | zdobywca                                                 | 0    |                            |
| · Puchar                                                          | finalista                                                | 0    |                            |
| · Puchar                                                          | 1.runda (1/32 f.)                                        | 1    | 1922                       |
| II liga                                                           | I miejsce                                                | 0    |                            |
| II liga                                                           | II miejsce                                               | 0    |                            |
| II liga                                                           | III miejsce                                              | 1    | 1911/12 (milanese)         |
| Włochy                                                            | Zdobyte trofea w rozgrywkach Włoch (stan na: 31-05-2017) |      |                            |

## Stadion
Klub rozgrywał swoje mecze domowe na boisku piłkarskim Campo via Bersaglio (obecnie via Tempesta) w Mediolanie.